# 궁수자리 피
궁수자리 피(φ Sgr)는 천구 남반구의 궁수자리 별자리 방향에 있는 항성이다. 겉보기 등급은 +3.17로 별자리에서 아홉 번째로 밝으며 맨눈으로 쉽게 볼 수 있다. 시차로부터 계산한 이 별까지의 거리는 약 239 광년 (73 파섹)이다.
이 별의 항성 분광형은 B8.5 III과 B7 IV로 측정되는데 광도분류 III은 궁수자리 피가 거성임을 의미하나, 한편으로는 광도분류 IV로부터 피가 아직 준거성의 성질을 지니고 있음을 알 수 있다. 다만 두 분류 모두 궁수자리 피가 중심핵에 있는 수소를 소진하여 진화한 상태에 있음을 뜻한다. 항성 외포층에서의 유효 온도는 14990 켈빈으로 이 온도 때문에 피는 전형적인 B형 항성의 특징인 청백색의 빛을 낸다.
과거에 이 별은 분광쌍성으로 등재되어 있었고 동반성은 달 엄폐 과정에서 관측된 바 있다. 그러나 궁수자리 피는 단독성일 확률이 높으며 근처에 있는 별들은 안시 동반성들일 뿐이다.

## 이름 및 어원
《알 악사시 알 무아케트 성표》에서 이 별은 '아오울 알 사디라'로 수록되어 있는데 이는 라틴어로 번역하면 Prima τού al Sadirah (되돌아오는 타조들 중 첫 번째)이다.
아랍권의 별자리 '알 나암 알 사디라'(النعم السادرة, '되돌아오는 타조들')의 구성원들은 궁수자리 피 외에 궁수자리 시그마, 제타, 키, 타우이다. 《기술 보고서 33-57 - 537개의 이름이 붙은 항성들을 포함하는 성표》에 따르면 '알 나암 알 사디라' 또는 나말사디라(Namalsadirah)는 원래 다음 항성 넷을 부르는 명칭이었다 한다.
- 궁수자리 피: 나말사디라 I
- 궁수자리 타우: 나말사디라 II
- 궁수자리 키1: 나말사디라 III
- 궁수자리 키2: 나말사디라 IV

이 보고서에 따르면 궁수자리 시그마와 제타는 나말사디라에 포함되지 않는다.
중화권에서 궁수자리 피는 두수의 일원으로, 두수는 궁수자리 피 외에 궁수자리 람다, 뮤, 시그마, 타우, 제타로 이루어져 있다. 이들 중 궁수자리 피 하나만을 일컫는 명칭은 두수1(斗宿一)이다.